# Priest…Live!
A Priest... Live! a brit Judas Priest második koncertlemeze, mely 1987-ben jelent meg. A felvételek 1986- ban készültek. A dupla lemez ellentétben az Unleashed in the East-tel, egy élő hangzású, hangulatos koncertfelvétel. A turné dallasi állomásáról 2003-ban Electric Eye címen DVD is megjelent. A lemez negatív kritikákat ugyanúgy kapott, mint dicsérőeket.

## Számlista
A dalokat Rob Halford, K. K. Downing ésGlenn Tipton írta.

### Disc 1
1. Out in the Cold – 6:51
2. Heading Out To The Highway|Heading Out to the Highway – 4:53
3. Metal Gods – 4:11
4. Breaking the Law – 2:42
5. Love Bites – 5:27
6. Some Heads Are Gonna Roll ( írta: Bob Halligan, Jr) – 4:23
7. The Sentinel – 5:13
8. Private Property – 4:51

### Disc 2
1. Rock You All Around the World – 4:41
2. The Hellion/Electric Eye – 4:19
3. Turbo Lover – 5:53
4. Freewheel Burning – 5:01
5. Parental Guidance – 4:10
6. Living After Midnight – 7:24
7. You've Got Another Thing Comin' – 8:05
8. Screaming for Vengeance – 5:55 (bónuszdal a 2002-es újrakiadáson. 1982-es felvétel)
9. Rock Hard, Ride Free – 6:42 (bónuszdal a 2002-es újrakiadáson. A felvétel 1982-ben készült)
10. Hell Bent for Leather- 4:42 (bónuszdal a 2002-es újrakiadáson. 1982-es felvétel)

## Zenészek
- Rob Halford: ének
- K. K. Downing: gitár
- Glenn Tipton: gitár
- Ian Hill: basszusgitár
- Dave Holland dob
- Patrice Wilkinson Levinsohn – hangmérnök
- Charles Dye – hangmérnök asszisztens